# 體能鍛煉

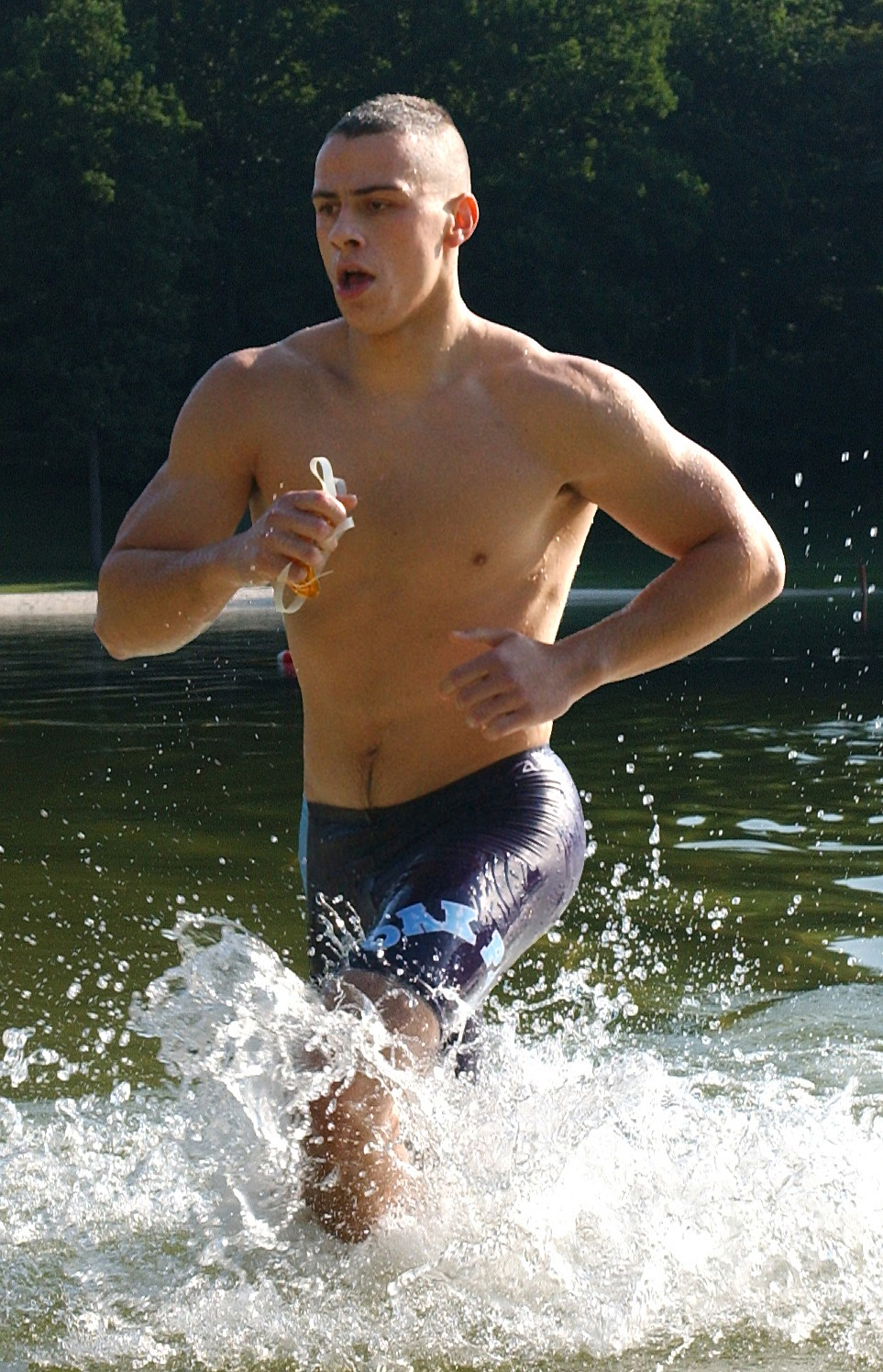
進行三项全能運動的選手

體能鍛鍊，又稱體能訓練、體適能訓練，泛指所有通過運動方式，來達到維持與發展適當體能、增進身體健康的身體活動。它的目標有許多種，包括：增強肌肉與循环系统、增進運動技能與身體體能、減重或維持體重或是單純的休閒等等。規律而定時的進行體能訓練，有助於活化身體的免疫系統、預防或改善一些文明病，例如：心血管疾病、2型糖尿病以及肥胖，也可以改善心理健康、減輕憂鬱、增進對壓力的抵抗能力、改善睡眠品質、改善失眠問題、有助於形成正面的自尊。

## 種類
- 有氧運動：泛指任何能運用到大量肌肉組織且能讓身體與此同時消耗比平常更多氧氣的活動[1]。
此類運動的目的之一為增強心肺功能及耐力[2]。
- 無氧運動：泛指能在短時間內促進乳酸在體內迅速生成的運動。這類的運動通常用來促進身體瞬間的爆發力。[3]

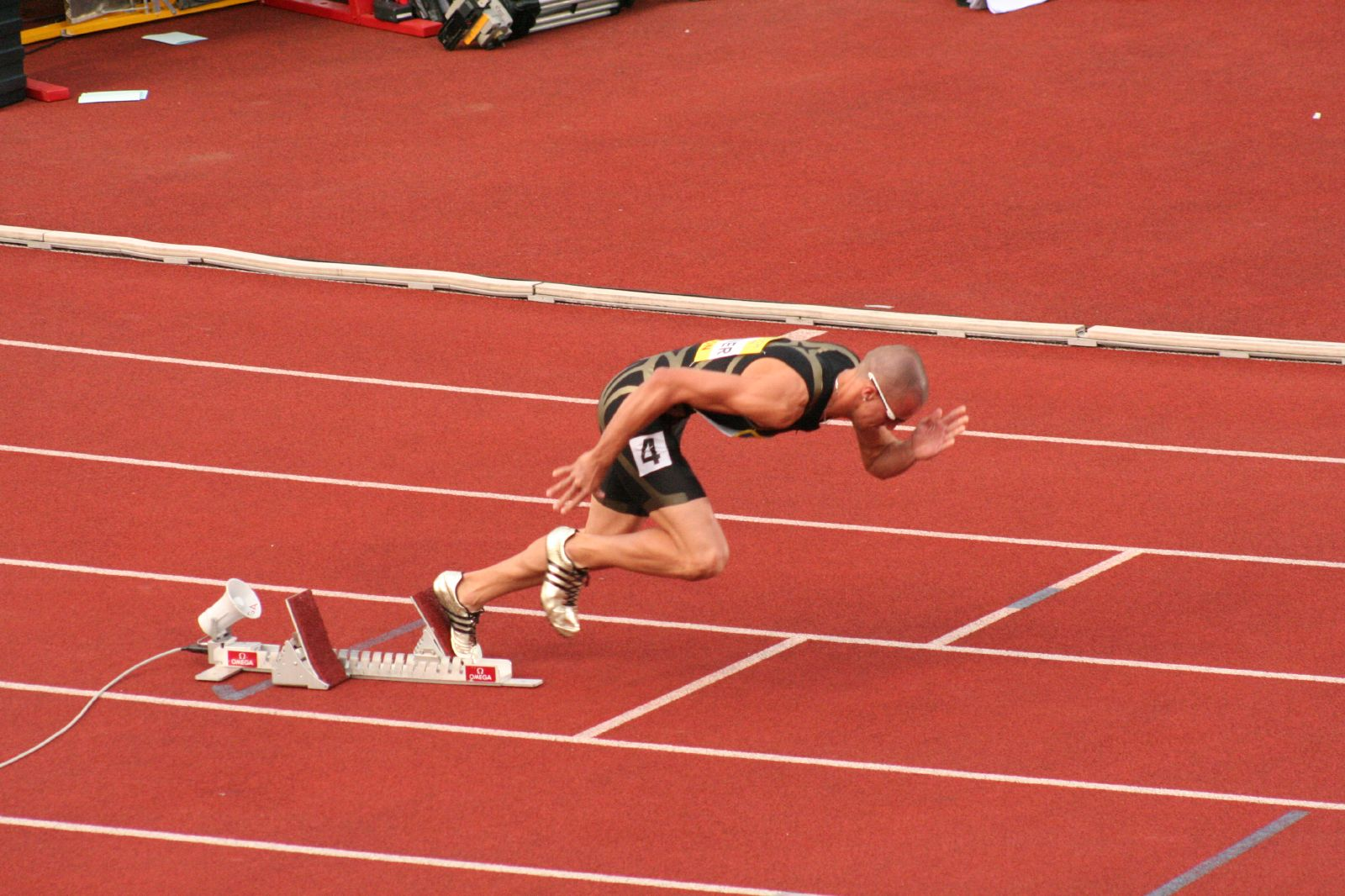
無氧運動（Anaerobic exercise）

- 肢體彈性運動（英语：Flexibility (anatomy)）：肢體的伸展以強化關節的彈性並促進肌肉的柔軟度。最終的目標在於：增加肢體的定點延伸範圍[註 1]、減少肢體受傷的機會[註 2][1] [1][4]。

## 體能鍛鍊與身心健康
規律的運動是維持健康的關鍵之一，而且對於保持健康體重、消化系統、骨密度、肌肉能力、關節自由活動、生理功能、降低往後需要面臨手術治療的機率以及強化免疫系統有著顯著的貢獻。迄今許多文獻表明：規律的運動可能增加一個人的預期壽命及整體的生活品質。
有規律運動且其運動強度大達到大約中、中強、強的程度的人，相對於沒有規律運動習慣的人，可能有較低的死亡率、較低的老化（氧化）速度及減少體內發炎的機率。
要能獲得大部分運動的好處，那麼可能需要達成「在一周內達到大約3500代谢当量（MET）」的門檻。
舉例來說：一天需要達成下方所舉的例子且連續七天才能滿足「在一周內達到大約3500代谢当量」的門檻：「爬樓梯達十分鐘、打掃環境達15分鐘、整理花園達20分鐘、跑步20分鐘、走路/騎腳踏車通勤達25分鐘」。
缺乏運動者將比對照組增加6%的機率罹患心血管疾病、7%的機率罹患糖尿病、10%的機率罹患乳癌、10%的機率罹患大腸直腸癌（此發現與地區、國別無關。）。 
「缺乏規律運動」約造成世界上9%的人實際壽命低於其預期壽命。

### 心臟血管系統
運動對於心臟血管系統的益處已經被廣泛地證實。「缺乏運動」不僅為冠狀動脈疾病的獨立危險因子，且其缺乏程度與「心血管疾病」的發生率成正相關。

### 免疫系統
流行病學的文獻指出適度的運動有助於增強身體的抵抗力。「適量的運動」與「免疫力的提升」的關係可以用J曲線來表示。適度的運動能降低29%上呼吸道感染（URTI）的機率。然而有些研究在運動選手選手身上發現，他們「長時間高強度的運動」與「淋巴細胞」的受迫率、「免疫細胞」的受損率及「疾病感染率」的增加有關；不過目前學界尚未就此做出結論。
與慢性疾病有關的發炎反應的生物標記群，例如：C-反應蛋白，在數量上，「有運動習慣者」比起「沒有運動習慣者」來得少。這可能是因為運動具有抗發炎的效果。
在有心臟疾病的人身上發現，增加規律運動的習慣可以降低兩個重要的心血管疾病致病因子的血液濃度，分別是：纖維蛋白原（產生於肝臟，能轉化為纖維蛋白，當人體組織受到損壞時，起凝血作用）和C-反應蛋白。

### 癌症
一個類型為系統性回顧的論文分析了45篇有關運動與癌症存活關聯性的論文後發現共有27篇論文支持「運動能降低癌症的致死率」的論點。

#### 表關遺傳效應
規律的運動與兩個分別是惡性腫瘤抑制基因的CACNA2D3與L3MBTL的低甲基頻率成正相關。

#### 惡病質
惡病質是一個多重器官的疾病且與癌症的發生有關。惡病質會造成發炎、體重減輕（至少5%）和肌肉脂肪組織的莫名耗損。

### 與大腦神經元（腦功能）的關聯
運動對於腦內神經元的影響相當大且影響範圍涵蓋大腦內部結構、大腦功能、以及認知功能
。
大量的人體研究證明持之以恆的有氧運動（比如說：每天30分鐘的有氧運動），腦部的認知功能將有持續性的進步，且腦中基因的基因表現將逐漸朝健康的方向修正（健康的演化），除此之外，腦中神經元將逐漸回到富有可塑性的年輕型態，如此將使一個人無論在思考上及行為上更富有靈活。這些進展的長遠收益包括但不限於：神經元增長加速、神經元的活性增加（例如：c-Fos 和腦源性神經營養因子 BDNF在腦中訊號量的增加、增強）、更有能力應對壓力、更優的認知能力來管理自己的言行、外顯記憶、空間記憶及工作記憶的提升、腦部結構與功能的改善、與認知管理與記憶相關的神經傳導通道（neural pathways）及其結構和功能的優化。

有規律適度的運動對於大腦的認知功能具有許多重要的好處，其意義在於：學生可能獲得更好的學業表現、思考或做事變得更有效率、為自己的老年時期儲備認知功能、防止或治療某些與腦神經變異有關的疾病、以及讓自己迎接更好的生活品質。

有適度規律地做有氧運動（比如跑步 、慢跑 、快步走、游泳和騎腳踏車等）的人通常在旨在測量一個人某些認知功能，例如：注意力管理、衝動管理、認知彈性、工作記憶的能力與更新、宣告記憶、空間記憶、腦中的資訊處理速度的神經心理測驗中獲得較好的表現。
有氧運動也是一個強效的抗憂鬱劑及欣快感促進劑；
所以適度且規律持續的有氧運動將有助於一個人維持良好的心情及自尊。
適度且規律的有氧運動有助於改善許多中樞神經系統疾患的症狀，而且可能可用做治療這些疾病的附加療法。明確的證據指出適度且規律的有氧運動是治療重性抑鬱障礙以及注意力不足過動症（ADHD）的一個有效療法。
很多臨床試驗的前期證據和臨床證據支持「若將適度且規律的有氧運動當成一種療法，則此療法能預防及治療藥物成癮」。
回顧許多臨床證據的結果均顯示將適度且規律的有氧運動當成某些退化性腦部疾病的附加療法是正確的，因為確實具有療效，特別是對於阿茲海默症和巴金森氏症。
規律的運動能降低神經退化疾病發生的機率或惡化的速度。 
規律的運動也被提案作為腦癌患者的附加療法。

### 睡眠
一個於2010年發布的系統性回顧表明：運動整體來說能提升絕大多數人的睡眠品質，並改善睡眠疾病，例如：失眠。
較佳的運動時間可能落在睡前四到八小時。雖然在任何時間運動對身體都是有益的，但如果在睡前緊接著劇烈運動則可能干擾稍後的睡眠品質。
至於「睡眠」與「運動」兩者之間更詳細的關係則尚待更多研究的成果來詮釋。
根據一個2005年出爐的研究，運動是服用安眠藥最好的替代方案。「規律且適度的有氧運動」所需付出的成本（包含：金錢、可能的副作用）遠低於服用安眠藥。「規律且適度的有氧運動」帶來的益處也多於安眠藥，不僅止於助眠。

### 過度的運動
過度的運動是有害的。倘若缺乏適度的休息，中風及其他循環系統出問題的機率將升高 ，而且肌肉組織的發育將減慢。
長期且重度的心肺運動（例如：部分挑戰各式各樣馬拉松的運動員），可能會造成心臟結痂以及心律不整等問題。
 
具體來說，過度的心臟動力輸出已經有證據顯示將導致左右心室的體積變大、心室壁增厚、心臟的重量加大。
這些改變會進一步傷害心臟黏膜的心肌細胞，導致細胞組織結痂以及血管壁的肥厚。
在這些過程中，象徵心肌細胞死亡的肌鈣蛋白被釋放到血液中，而這將再加重對心臟本身的負擔。

不適當的運動是弊大於利的，然而「適當」與否因人而異。許多運動若未依照個人的體能狀況做調節，往往會導致嚴重的受傷。運動過程中發生的意外，也是導致受傷的一大原因。

值得一提的是，空氣汙染對於運動員所造成的傷害似乎不若前者來得大。

在极端个例中，运动过量造成了严重的身体机能下降。非寻常的過度使用肌肉可能會導致橫紋肌溶解症，這種情況常見於新兵訓練。 
另一個危險是過度訓練，其定義是當訓練的「質（強度）」與「量（運動量）」超越身體的能耐而導致身體出現無法回復的傷害。過度訓練症候群的一個徵兆是「受抑制的免疫功能」，通常伴隨越發明顯的上呼吸道感染（URTI）。URTI也與過度的運動相關。過度的運動常見於馬拉松。

驟然停止原有的「過度運動」的型態，可能會引響心情。
運動必須依照一個人的生理、心理條件來做選擇與調適（節）。
有些人的關節與肌肉等組織結構足以抵禦重度的馬拉松；然而也有些人的身體強度不足以抵禦超過二十分鐘的輕度馬拉松。因此運動類型、型態的選擇及運動量皆因人而異。
過多的運動可能會導致女性的月經週期改變，引起月經關閉（俗稱閉經） 。
這滿嚴重的，因為這意味著該女性運動者正在以不合理的方式使自己的體能超越原有的極限。

## 營養和收操
適當的營養對於運動或維持健康來說都很重要，據2018年調查健身餐內容物，豆漿、牛奶是除了乳清之外最受歡迎的兩個飲品，肉類方面以雞胸、魚、雞腿為大宗，蔬果的討論度相對於肉類低，除此之外地瓜、燕麥、麥片也是熱門食物選擇，烹飪方式多為水煮。

## 機轉

### 中樞神經系統
規律的體能訓練對於中樞神經系統所產生的長期且持續的效應被認為是因為運動時許多神經營養因子（例如脑源性神经营养因子、胰岛素样生长因子（IGF-1）、血管内皮生长因子（VEGF）、及 神經膠細胞神經營養因子（GDNF），和其他在周邊（相對於中樞神經系統）血漿中的生物分子。